# Distretto di Pülümür
Il distretto di Pülümür (in turco Pülümür ilçesi) è uno dei distretti della provincia di Tunceli, in Turchia.